# Ripejske planine
Ripejske planine su legendarni planinski lanac koji je, po mišljenju antičkih autora, opasivao sjever Europe. Ponekad se smatrao sjedištem Boreja. Strabon je smatrao da Ripejske planine ne postoje, dok je Posidonije mislio da se radi o Alpama. Pindar i Eshil smještali su ih na izvor Dunava, a Aristotel u Skitiju.
Ime su rabili za neko gorje u Skitiji.

## Vanjske poveznice
- (lat.) Johann Jacob Hofmann: Lexicon universale (1698.)  Arhivirana inačica izvorne stranice od 27. kolovoza 2016. (Wayback Machine) tekst  Arhivirana inačica izvorne stranice od 25. svibnja 2010. (Wayback Machine), t.4, p. lxx  Arhivirana inačica izvorne stranice od 27. kolovoza 2016. (Wayback Machine)